# Àrea (unitat de superfície)
Una àrea és una unitat de superfície que equival a 100 metres quadrats (o bé un decàmetre quadrat). S'usa més sovint el seu múltiple, l'hectàrea —que equival a 10.000 metres quadrats— i de vegades el seu submúltiple, la centiàrea, que equival a un metre quadrat.

## Equivalències
- 100.000.000 mm²
- 1.000.000 cm²
- 10.000 dm²
- 100 m²
- 1 dam²
- 0,01 hectàrees o hm²
- 0,0001 km²